# Most u Remagenu
Most u Remagenu (anglicky The Bridge at Remagen) je americký válečný film, který v roce 1969 natočil režisér John Guillermin.

## Děj
V březnu 1945 se už válka v Evropě chýlí ke svému konci. Ludendorffův most u Remagenu je poslední velký most přes Rýn. Americká zvláštní jednotka, pod velením kapitána Hartmana (George Segal), dostává rozkaz dobýt tento most, a to neporušen. Vojáci Wehrmachtu na druhou stranu mají rozkazy udržet tento most co nejdéle a poté ho vyhodit do vzduchu.

## Obsazení
| George Segal         | nadporučík Phil Hartman    |
| Robert Vaughn        | major Paul Kruger          |
| Ben Gazzara          | seržant Angelo             |
| Bradford Dillman     | major Barnes               |
| E. G. Marshall       | generál Shinner            |
| Peter van Eyck       | generálplukovník von Brock |
| Hans Christian Blech | kapitán Karl Schmidt       |
| Joachim Hansen       | kapitán Otto Baumann       |
| Bo Hopkins           | desátník Grebs             |
| Steve Sandor         | vojín Slavek               |
| Günter Meisner       | velitel SS Gerlach         |
| Vít Olmer            | poručík Zimring            |
| Rudolf Jelínek       | vojín Manfred              |
| Jan Schánilec        | poručík Eckert             |
| Karel Mareš          | německý poručík            |

## Produkce

### Natáčení
Film byl natáčen (1968) převážně v Československu, protože tehdejší západoněmecké úřady nepovolily kvůli lodní dopravě po Rýnu natáčení v Německu. K napodobení bombardování byly použity záběry z řízené demolice Starého Mostu, který byl v té době demolován pro budoucí těžbu hnědého uhlí. Skutečný most hrající ve filmu stojí v Davli na Vltavě blízko soutoku se Sázavou. Pro účely filmu byl most nadzdvižen o cca 3 m, byly nakašírovány věže a vyhlouben tunel na pravém břehu Vltavy. Tunel byl v letech 1972–1974 zazděn. Při obsazení Československa vojsky Varšavské smlouvy (mimo Rumunska) v roce 1968 byly záběry tanků, Wehrmachtu i Američanů z natáčení tohoto filmu a pořízené kameramany takzvaných „spřátelených armád“ použity jako propagandistický důkaz nutnosti vojenského zákroku proti Československu.
Invaze byla také důvodem, proč štáb opustil natáčení a také Československo narychlo v taxících. Film, jehož byly v té době hotovy dvě třetiny, tak musel být dokončen v Itálii, v okolí Castel Gandolfo a také na dalších místech. V Hamburku vznikla replika vnitřku tunelu a několika interiérů, natáčelo se i na „starém hamburském mostě“ přes Labe v Hamburku nebo na malém statku u Woltersdorfu im Wendland.
V roce 2007 Robert Vaughn ztvárnil sama sebe v dramatizaci událostí následujících po invazi v pořadu stanice BBC Radio 4.

## Fotogalerie

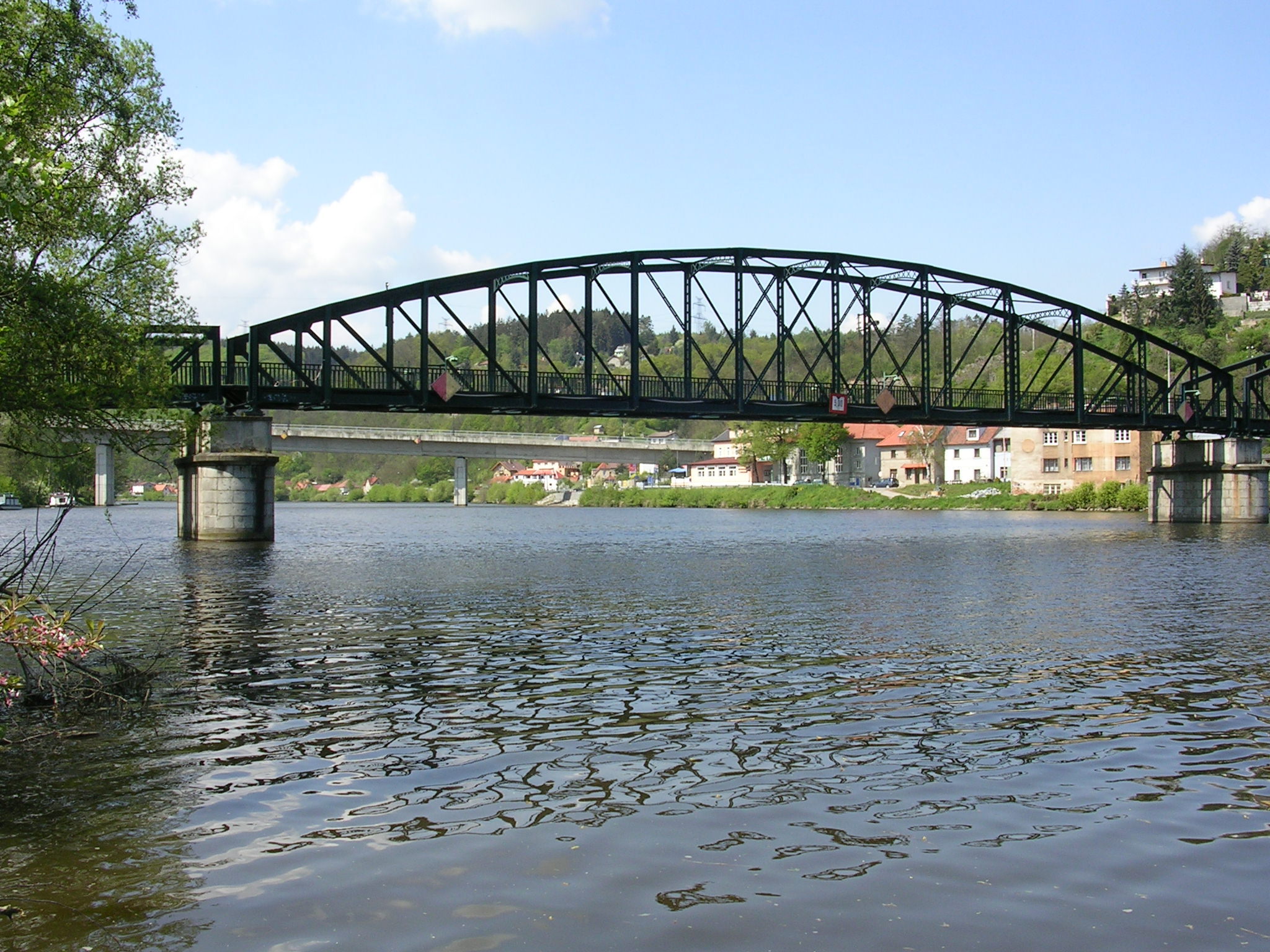
Starý davelský most
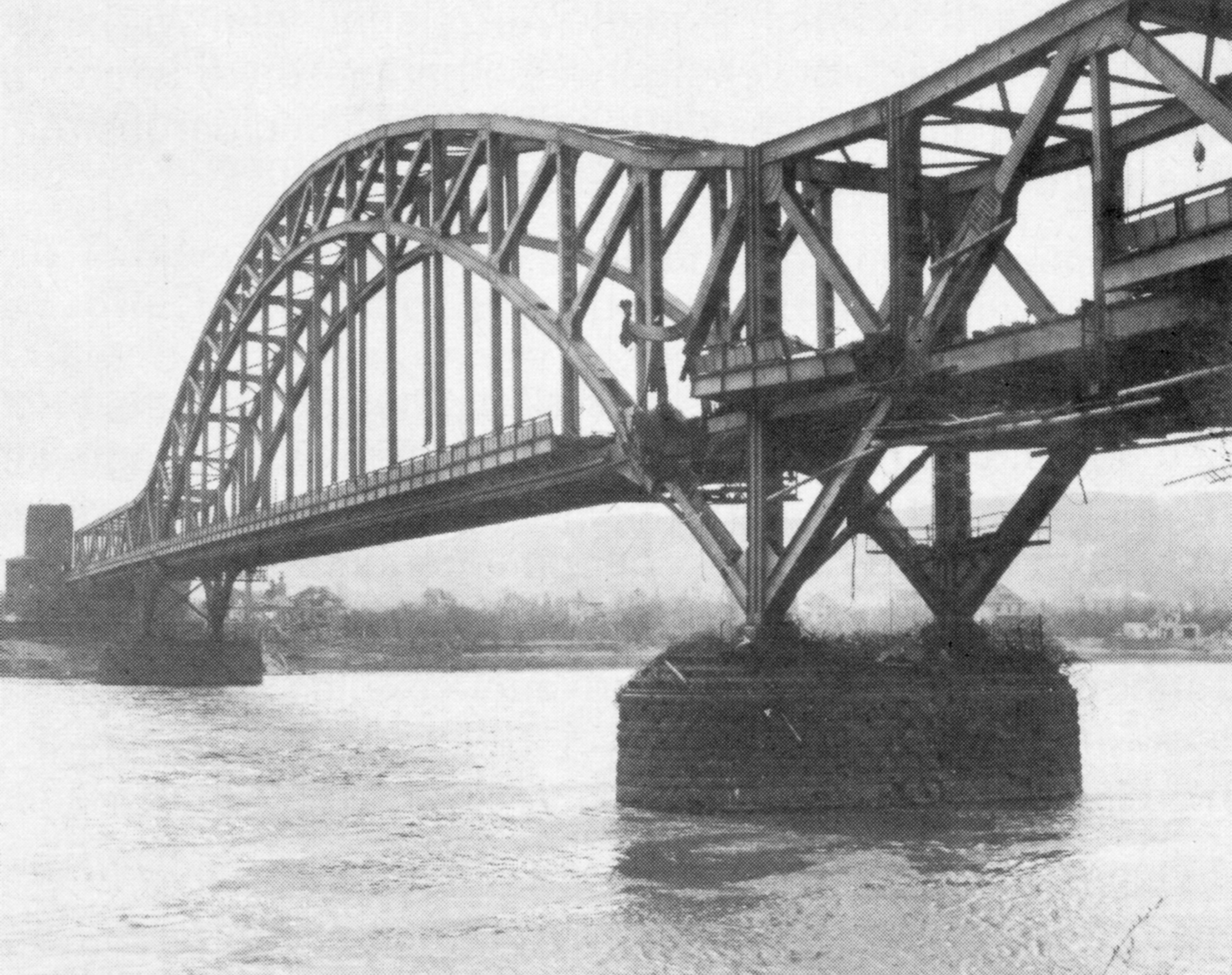
Poškozený remagenský most po obsazení Američany, březen 1945
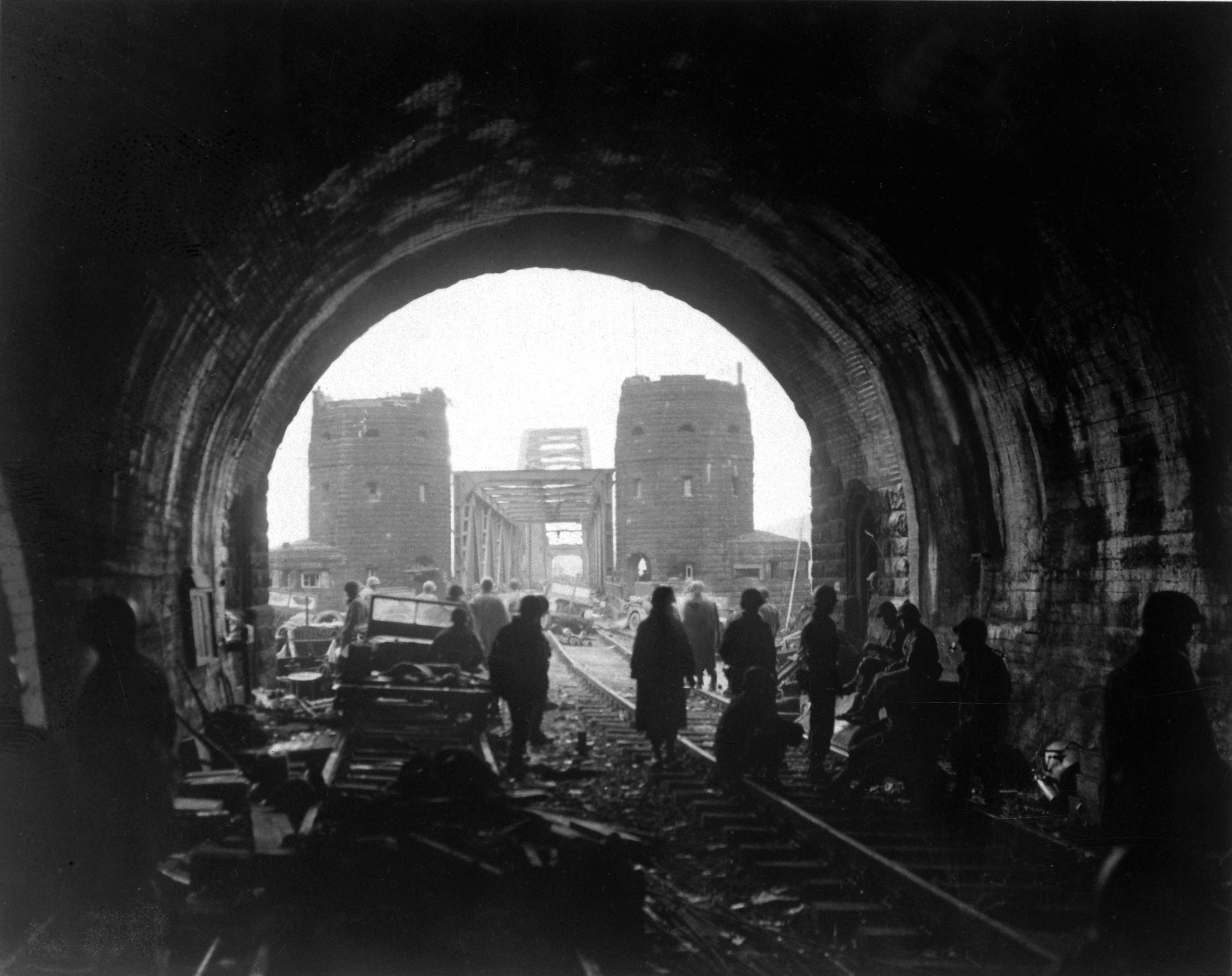
Američané na mostě, 11. března 1945
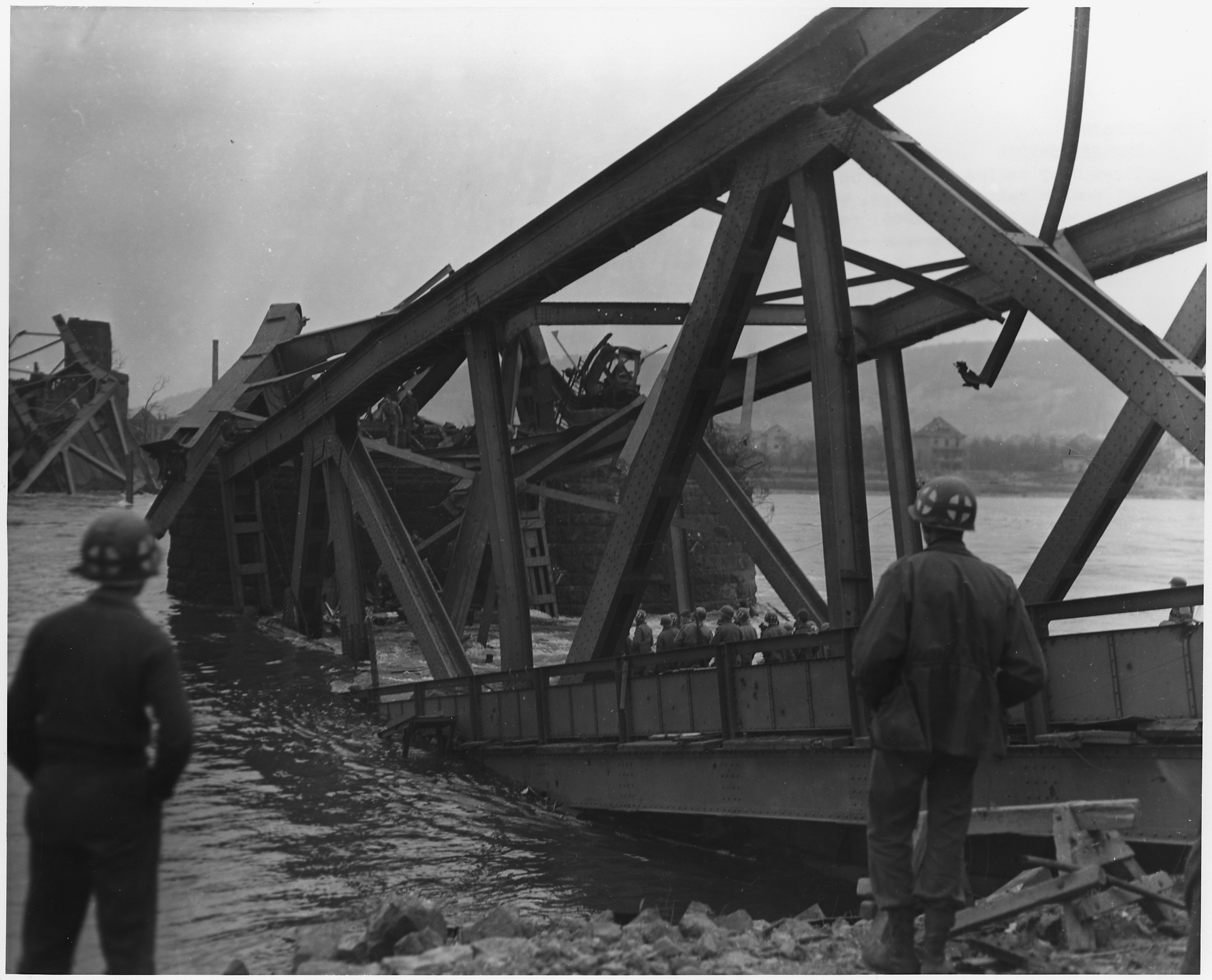
Zkáza mostu, kolem 17. března 1945
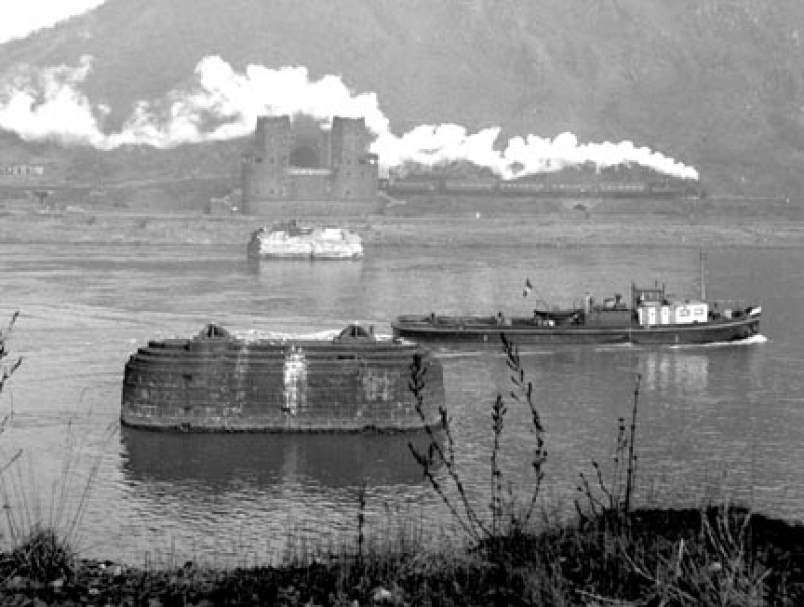
Pozůstatky mostu v roce 1951 (v roce 1976 byly pilíře odstraněny)
Americké jednotky na mostě